# Momino selo
Momino selo (bulgariska: Момино село) är ett distrikt i Bulgarien.   Det ligger i kommunen Obsjtina Rakovski och regionen Plovdiv, i den centrala delen av landet, 140 km öster om huvudstaden Sofia.
Trakten runt Momino selo består till största delen av jordbruksmark. Runt Momino selo är det ganska tätbefolkat, med 93 invånare per kvadratkilometer.